# Ayesha Takia
Ayesha Takia (in hindī आयशा टाकिया, Āyaśā Ṭākiyā; in telugu ఆయేషా టాకియా, Āyēṣā Ṭākiyā; Mumbai, 10 aprile 1986) è un'attrice indiana.
Dopo apparizioni pubblicitarie, ha fatto il suo debutto a Bollywood nel 2004 con il film Taarzan: The Wonder Car, vincendo subito il Filmfare Award per la miglior attrice debuttante.
In seguito è stata elogiata dalla critica per l'interpretazione di Meera, una giovane vedova, in Dor nel 2006.
Ha poi avuto un doppio ruolo nella pellicola No Smoking...!, accanto a John Abraham.

## Filmografia
- Taarzan: The Wonder Car (2004)
- Dil Maange More (2004)
- Socha Na Tha (2005)
- Shaadi No.1 (2004)
- Super (2005) (in lingua telugu)
- Home Delivery: Aapko... Ghar Tak (2005)
- Shaadi Se Pehle (2006)
- Yun Hota Toh Kya Hota (2006)
- Dor (2006)
- Salaam-e-Ishq: A Tribute To Love (2007)
- Kya Love Story Hai (2007)
- Fool and Final (2007)
- Cash (2007)
- No Smoking...! (2007)
- Sunday (2008)
- De Taali (2008)
- Wanted (2009)